# Tremore essenziale
Il tremore essenziale è uno dei più comuni disordini del movimento e colpisce tra lo 0,5 al 5 o 6% della popolazione al di sopra dei 40 anni, ma può manifestarsi più raramente anche in età giovanile o perfino nell'adolescenza e nell'infanzia. L'incidenza aumenta con l'aumentare dell'età, senza prevalenza di sesso, arrivando nel 15% delle persone sopra i 65 anni (tremore essenziale senile). Il 60% dei casi ereditari inizia in giovane età: circa il 5% dei pazienti con inizio di tremore essenziale sono bambini o adolescenti (tremore essenziale giovanile).
Si manifesta principalmente come tremore posturale, diffuso e cinetico (a differenza del tremore parkinsoniano), oltre che simmetrico (a differenza del tremore cerebellare) e le cause esatte sono sconosciute, ma si sospetta una predisposizione genetica o l'esposizione a tossine.
È sensibile all'alcool che diminuisce il tremore.

## Eziologia
La patologia non ha eziologia nota, anche se si pensa che tra le cause predisponenti siano implicati fondamentalmente fattori genetici (tremore essenziale famigliare o tremore ereditario), ma anche fattori ambientali non chiari, come sostanze assunte con la dieta - specie nel caso di consumo elevato di alcuni tipi di carne cotta, contenenti spesso harmana, un'ammina eterociclica alcaloide β-carbolinica considerata anche cancerogena (la quale si forma con la cottura ad alte temperature di carne bovina - manzo - e suina, di pesce e pollame, inoltre è presente in minima parte anche in caffè, alcune salse e nel fumo di tabacco) ed è stata rinvenuta nel 50% delle persone affette da TE

Molecola armanica

In alternativa o aggiunta è ipotizzata anche intossicazione cronica a bassissimi livelli di piombo difficili da rilevare, ma sono state ipotizzate come innesco anche infezioni, reazioni autoimmunitarie o esposizione a neurotossine come l'armalina.
Ad inizio 2011 una ricerca pubblicata su Nature Genetics, condotta da Kari Stefansson (deCODE Genetics, Reykjavik, Islanda), che insieme a suoi colleghi ha svolto un'indagine genetica associativa su larga scala su individui con «tremore essenziale», ha mostrato che la presenza di una mutazione nel gene Lingo1 aumenta il rischio di contrarre la patologia.. Il tremore e i disordini da attività/intensità possono essere peggiorati da fatica, emozioni forti, ipoglicemia, caldo e freddo, caffeina, sali di litio, alcuni antidepressivi, antipsicotici, e altri fattori.
Dal punto di vista fisiopatologico, l'organo maggiormente coinvolto nella genesi del tremore è il cervelletto, come dimostrato in studi condotti durante autopsia su persone decedute per altri motivi, che manifestavano anche il tremore essenziale o altri tipi di tremore.

## Segni e sintomi
Clinicamente la malattia si manifesta con tremore posturale e cinetico, localizzato soprattutto alle estremità distali degli arti superiori, al capo (movimenti di affermazione o negazione), alla voce.
Può essere presente contemporaneamente agli arti superiori e al capo, oppure si può riscontrare un tremore isolato degli arti superiori, ma può colpire ogni muscolo del corpo.
Disfunzioni olfattive (anosmia) che sono comuni nella malattia di Parkinson sono state riportate anche nei pazienti con tremore essenziale. Un numero di pazienti con tremore essenziale riporta alcuni sintomi neuropsichiatrici del Parkinson (come depressione, apatia, ansia) senza avere tale malattia.
Il tremore essenziale è visibile durante il movimento o la tensione degli arti (specialmente nell'uso delle mani), e può aumentare o diminuire a seconda della condizione emotiva di ansia, di stanchezza, freddo o caldo intenso, pur essendo sempre presente e superiore al normale tremore fisiologico. Non sono presenti debolezza muscolare oggettiva e persistente (ipostenia), parestesie evidenti (ad eccezione del coinvolgimento possibile del nervo mediano) o alterazioni del tono muscolare (ipotonia e ipertonia), che siano correlati alla sindrome.

## Diagnosi
La diagnosi è soprattutto clinica: la protensione degli arti superiori in estensione consente di evidenziare tremore posturale, mentre la prova indice-naso evidenzia il tremore cinetico.

### Diagnosi differenziale
Il principale problema diagnostico-differenziale è quello di distinguere il tremore essenziale dalla malattia di Parkinson; quest'ultimo si manifesta con tremore a riposo, ad insorgenza monolaterale e a frequenza bassa (inferiore a 7 Hz), e non si riscontra di solito familiarità, al contrario del tremore essenziale. Inoltre il tremore parkinsoniano tende a diminuire col movimento, mentre il tremore essenziale viene evidenziato da esso, ed aumenta dopo uno sforzo muscolare.
L'utilizzo della SPECT con DATscan ha permesso di differenziare il tremore essenziale dalla malattia di Parkinson e parkinsonismo primario: nel Parkinson la suddetta metodica mostra una riduzione del trasportatore di membrana della dopamina (DAT) a livello striatale.
Occorre anche escludere altre cause di tremore posturale-cinetico:
- tremore intenzionale cerebellare (lesioni al cervelletto e preponderanza del tremore nell'area del corpo corrispondente alla lesione encefalica)
- sclerosi multipla (tramite semeiotica, risonanza magnetica nucleare e analisi del liquor)
- altri disordini del movimento
- tremore da fatica
- tremore da lesioni cerebrali o neurali
- neuropatia periferica: presente demielinizzazione diffusa, oppure il tremore è localizzato sui nervi più danneggiati
- ipoglicemia e iperglicemia (specie da diabete mellito),
- ipertiroidismo e tiroidite autoimmune (o altre disfunzioni tiroidee che causano tremore)
- effetti collaterali di farmaci (es. discinesia tardiva),
- altri parkinsonismi, tremore distonico (più settoriale), avvelenamento o droghe.

Il tremore essenziale è quindi posturale, cinetico, diffuso, simmetrico, e non ci sono marcatori specifici che siano caratteristici del tremore essenziale nel sangue o nel liquor cefalorachidiano, né tipiche lesioni cerebrali. Peggiora con sforzi, emozioni e diminuisce variamente con l'assunzione di alcol.

## Comorbilità

### Parkinsonismo moderato idiopatico (nel 20%)
Circa il 20% degli affetti da tremore essenziale può sviluppare statisticamente un moderato o leggero parkinsonismo, un gruppo di patologie simili alla malattia di Parkinson ma con diverso decorso e origine, che causano tremore a riposo, bradicinesia, rigidità, ipertonia, disartria, ipomimia (scarsa mimica facciale), disturbi della deambulazione (presenti comunque in circa il 50% dei pazienti con TE), spasmi, discinesia, facilità ai crampi, leggeri disordini dell'equilibrio e ipotensione ortostatica (nel 70% degli affetti da parkinsonismo, quindi nel 14% degli affetti da TE, con possibilità di cefalea, ipostenia, vertigini, acufeni, svenimenti e l'insonnia).

### Disturbi neurologici, psichiatrici e muscolo-scheletrici
Negli anziani dopo i 65 anni, il tremore essenziale può invece accompagnarsi a inizio di demenza o deterioramento cognitivo lieve.
Il tremore essenziale può presentarsi anche nei pazienti che hanno già lo stesso Parkinson, in questo caso il soggetto presenta entrambi i tipi di tremore, essenziale e parkinsoniano (occorre non confonderlo in questi casi con gli effetti collaterali dei farmaci antiparkinsoniani come la discinesia tardiva).
Una percentuale di pazienti ha comorbilità con altri disturbi neurologici, muscolo-scheletrici o psichiatrici che non causano solitamente il tremore come sintomo fondamentale (disturbo bipolare, sindrome da crampi e fascicolazioni, ecc.); alcuni oltre al tremore possono presentare distonia, compresa distonia cervicale e craniale, crampo dello scrivano, disfonia spasmodica, sindrome delle gambe senza riposo, acatisia e mioclono essenziale idiopatico.

#### Mioclono essenziale
Il mioclono essenziale o sindrome mioclono-distonia, forse con predisposizione genetica, è un disturbo del movimento raro caratterizzato da distonia lieve associata a scosse miocloniche/miochimie, fascicolazioni, crampi; si associa spesso a depressione, ansia, attacchi di panico, disturbo ossessivo-compulsivo, disturbi della personalità e alcolismo.

## Terapia

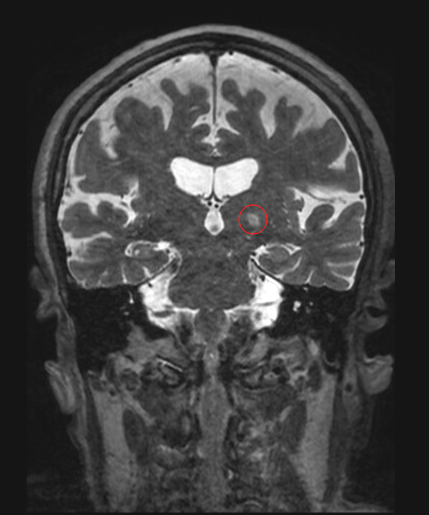
Risonanza magnetica (taglio frontale) quattro giorni dopo MRgFUS (ultrasuoni focalizzati ad alta intensità guidato da risonanza magnetica): talamotomia del nucleo intermedio ventrale sinistro (Vim). Uomo di 79 anni con tremore essenziale.

Il trattamento medico del tremore essenziale prevede solitamente la somministrazione di propranololo, un betabloccante, oppure di primidone, o di entrambi; altri farmaci come benzodiazepine, gabapentin, clozapina, flunarizina, clonidina e teofillina hanno dimostrato di essere efficaci nel trattamento del tremore essenziale, sebbene siano statisticamente meno efficaci del propranololo e del primidone. Nel caso in cui si soffra particolarmente di tremore alle mani o al capo, è possibile la somministrazione di botulino per alleviare i sintomi bloccando alcuni muscoli. Può essere usato l'antiepilettico e stabilizzante dell'umore valproato, nei casi di comorbilità con mioclono essenziale e disturbo bipolare.
Negli ultimi anni è stata introdotta una nuova procedura per il trattamento del tremore: la lesione di un piccolo nucleo implicato nella genesi del tremore (nucleo Ventrale intermedio mediale (Vim) del talamo). La lesione viene ottenuta tramite ultrasuoni focalizzati sotto guida della Risonanza Magnetica (MR-guided Focused Ultra-Sound o MRgFUS).
Si tratta di una procedura lesionale indicata per il trattamento del tremore essenziale e di casi selezionati di tremore parkinsoniano resistenti al trattamento farmacologico. 
Ai casi più gravi e invalidanti è invece riservato il trattamento chirurgico effettuato con stimolazione cerebrale profonda (DBS, deep brain stimulation) dei nuclei del talamo.
I medici suggeriscono inoltre al paziente di evitare o limitare caffeina ed eccitanti, e consigliano a volte l'assunzione moderata di alcolici a pasto.